# Página Uno
Página Uno fue el informativo central de UCV Televisión, desde el 13 de marzo de 2000 hasta el 10 de noviembre de 2006, dando paso a UCV Televisión noticias. Durante su período, este noticiero compitió con los demás informativos centrales: 24 Horas Central de TVN, Teletrece de Canal 13, Meganoticias de Mega, Chilevisión Noticias de Chilevisión, Telediario Interactivo de La Red y En línea de Telecanal.
- Datos: Q6093647